# Amauris phoedon
Amauris phoedon là một loài Bướm giáp trong phân họ Danainae. Loài này là đặc hữu của Mauritius.

## Hình ảnh

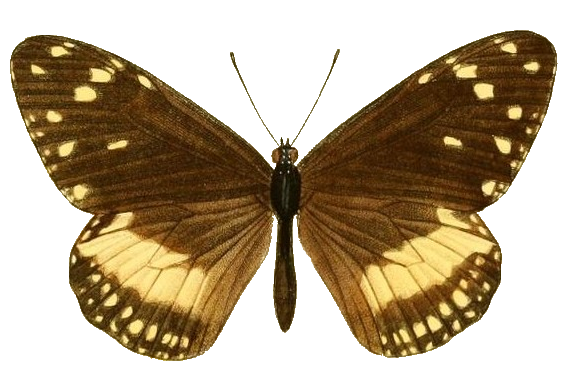